# G-14
Il G-14 è stata un'organizzazione di squadre calcistiche europee, fondata nel 1998 e scioltasi nel 2008.
Il gruppo non era ufficialmente riconosciuto dalla UEFA in quanto ritenuto elitista.

## Creazione
Fondato nell'ottobre del 1998 dalle quattordici squadre calcistiche più influenti e prestigiose d'Europa, il G-14 nacque con lo scopo di difendere in modo univoco gli interessi dei club appartenenti alla confederazione della UEFA. Nell'agosto del 2002 si unirono al G-14 altre quattro squadre europee, portando così il numero totale di iscritti a diciotto, sebbene il nome dell'organizzazione rimase invariato. 
Le squadre del G-14 potevano vantare un palmarès complessivo di oltre 250 campionati nazionali e 50 coppe continentali; inoltre, nelle dieci edizioni della UEFA Champions League svoltesi durante l'esistenza dell'organizzazione, le compagini appartenenti ad essa hanno sempre vinto il trofeo (Manchester United, Real Madrid, Bayern Monaco, Milan, Porto, Liverpool e Barcellona).

## Controversie
Nel 2004 il G-14 aprì un'inchiesta preliminare ai danni della FIFA poiché quest'ultima obbligava i calciatori dei club a partecipare alle competizioni internazionali senza riconoscere loro compensi salariali o indennizzi a seguito di infortuni; ai richiami esposti dall'organizzazione rispose fermamente il presidente della FIFA, Joseph Blatter, respingendo ogni tipo di accusa.
Nel 2005 il G-14 citò a giudizio la FIFA in seguito ad un infortunio che colpì il calciatore Abdelmajid Oulmers: il centrocampista si ruppe il legamento crociato del ginocchio destro durante un'amichevole internazionale tra Marocco e Burkina Faso e fu costretto ad uno stop di circa nove mesi, impedendo così alla sua squadra di appartenenza, il Charleroi, di poterlo schierare regolarmente in campo; la formazione belga, che prima dell'infortunio di Oulmers si trovava in testa al campionato, chiuse la stagione al quinto posto in classifica, non riuscendo a qualificarsi alle coppe continentali.

## Scioglimento
Il G-14 venne sciolto nel 2008, quando le squadre appartenenti all'organizzazione siglarono un accordo con la FIFA e con la UEFA che prevedeva contributi finanziari ai calciatori partecipanti ai tornei internazionali maggiori (Campionati europei e Campionati mondiali); successivamente fu creata l'European Club Association, un fusione del G-14 con l'European Club Forum.

## Membri
Membri fondatori:
- Ajax
- PSV
- Barcellona
- Real Madrid
- Bayern Monaco

- Borussia Dortmund
- Inter
- Juventus
- Milan
- Liverpool

- Manchester Utd
- Olympique Marsiglia
- Paris Saint-Germain
- Porto

Nuovi membri:
- Arsenal
- Bayer Leverkusen
- Olympique Lione
- Valencia